# Laëtitia Stribick
Laëtitia Stribick, née le 22 janvier 1984 à Mulhouse, est une ancienne footballeuse internationale.
Elle effectue son unique apparition en équipe de France le 14 mars 2008 face au Canada. 
Laëtitia Stribick a également joué en équipe de France des moins de 20 ans.

## Statistiques
| Saison                | Club                  | Championnat           | Championnat | Championnat | Coupe(s) nationale(s) | Coupe(s) nationale(s) | Total | Total |
| Saison                | Club                  | Division              | M.          | B.          | M.                    | B.                    | M.    | B.    |
| 2003-2004             | Toulouse FC           | Division 1            | 7+1         | 0+0         | -                     | -                     | 8     | 0     |
| 2004-2005             | Toulouse FC           | Division 1            | 22          | 0           | -                     | -                     | 22    | 0     |
| Sous-total            | Sous-total            | Sous-total            | 30          | 0           | -                     | -                     | 30    | 0     |
| 2005-2006             | ASJ Soyaux            | Division 1            | 11          | 0           | -                     | -                     | 11    | 0     |
| 2006-2007             | ASJ Soyaux            | Division 1            | 22          | 0           | -                     | -                     | 22    | 0     |
| 2007-2008             | ASJ Soyaux            | Division 1            | 20          | 0           | 4                     | 0                     | 24    | 0     |
| 2008-2009             | ASJ Soyaux            | Division 1            | 22          | 0           | 2                     | 0                     | 24    | 0     |
| 2009-2010             | ASJ Soyaux            | Division 1            | 8           | 0           | -                     | -                     | 8     | 0     |
| Sous-total            | Sous-total            | Sous-total            | 83          | 0           | 6                     | 0                     | 89    | 0     |
| 2010-2011             | Toulouse FC           | Division 1            | -           | -           | -                     | -                     | 0     | 0     |
| 2011-2012             | Toulouse FC           | Division 2            | 2           | 0           | -                     | -                     | 2     | 0     |
| 2012-2013             | Toulouse FC           | Division 1            | 2           | 0           | -                     | -                     | 2     | 0     |
| Sous-total            | Sous-total            | Sous-total            | 4           | 0           | -                     | -                     | 4     | 0     |
| 2014-2015             | AS Muret              | Division 2            | 13          | 0           | 2                     | 0                     | 15    | 0     |
| 2015-2016             | AS Muret              | DH                    | -           | -           | -                     | -                     | 0     | 0     |
| Sous-total            | Sous-total            | Sous-total            | 13          | 0           | 2                     | 0                     | 15    | 0     |
| Total sur la carrière | Total sur la carrière | Total sur la carrière | 130         | 0           | 8                     | 0                     | 138   | 0     |